# Kingsholm Stadium
Kingsholm Stadium – stadion znajdujący się w Gloucester służący przede wszystkim do rozgrywania meczów rugby union, domowy obiekt zespołu Gloucester Rugby.

## Historia
Teren, na którym powstał stadion, został zakupiony w 1891 roku przez utworzoną w tym celu spółkę Gloucester Football and Athletic Ground Company Limited. Pierwszy mecz został rozegrany 10 października tego roku pomiędzy Gloucester i Burton, a jego arbitrem był George Rowland Hill. W pierwszym sezonie widzowie korzystali z wynajętej za pięćdziesiąt funtów trybuny, lecz już w kolejnym roku powstały i zostały zrealizowane plany budowy stałej widowni. Kosztowała ona 370 funtów i posiadała 424 kryte miejsca siedzące, dodatkowo kosztem kolejnych 35 funtów ogrodzono cały teren.
W oczekiwaniu na dwudziestotysięczną widownię na meczu Anglia – Walia w 1900 roku kosztem 1600 funtów wzniesiono trybuny dookoła boiska, jednak niższe o połowę wpływy z biletów pozostawiły klub w długach. Pięć lat później powstał budynek mieszczący szatnie i salę treningową, a uroczystego otwarcia dokonał członek Izby Gmin, Russell Rea. Podczas I wojny światowej mecze nie odbywały się, toteż po jej zakończeniu obiekt wymagał odnowienia. W 1921 roku kosztem blisko osiemdziesięciu funtów przygotowano dodatkowe miejsca siedzące na istniejącej trybunie, zaś kilka lat później po przeciwległej stronie boiska zbudowano za dwa i pół tysiąca funtów nową mieszczącą 1750 widzów. Spłonęła ona we wrześniu 1933 roku, jednak już po ośmiu tygodniach na jej miejscu stanęła nowa, nieco mniejsza, o pojemności 1330 osób – przetrwała ona do roku 2007. W roku 1934 na jednej z trybun pojawiło się elektryczne oświetlenie używane podczas treningów.
W trakcie II wojny światowej obiekt został przejęty przez Obronę Cywilną, część konstrukcji została rozebrana, pozostałości zaś zaczęły niszczeć. Od 1941 roku nie rozgrywano na nim meczów, pierwszy powojenny odbył się we wrześniu 1945 roku. Odnowienie stadionu było współfinansowane przez lokalne władze, części zaplanowanych prac nie udało się jednak zrealizować z powodu braków materiałowych. W latach pięćdziesiątych zbudowano pomieszczenia klubowe zainstalowano system nagłaśniający, zaś w następnej dekadzie kosztem 4700 funtów słupy oświetleniowe. W późniejszych latach prowadzone były prace renowacyjne, a także wybudowano pierwsze loże.
W 1997 roku klub wraz ze stadionem kupił Tom Walkinshaw, pojawiły się wówczas przenośne loże, które po zakończonym sezonie były montowane na torze Silverstone. W roku 2004 dostawiono mieszczącą trzy tysiące osób trybunę, następnie zaplanowano i uzyskano zgodę władz na budowę kolejnej, która zwiększyłaby pojemność obiektu do 16,5 tysiąca widzów. Prace rozpoczęły się w marcu 2007 roku i po pół roku pojawili się na niej pierwsi kibice.

## Wykorzystanie
Kingsholm jest domowym obiektem zespołu Gloucester Rugby występującego w English Premiership i europejskich pucharach.
Raz w swojej historii gościł reprezentację Anglii, która w roli gospodarza podjęła Walijczyków w Home Nations Championship 1900. Na kolejny testmecz stadion czekał dziewięćdziesiąt jeden lat, rozegrano bowiem na nim jeden z pojedynków Pucharu Świata 1991, w którym All Blacks pokonali USA. Będzie także jednym z trzynastu stadionów, na których odbywał się Puchar Świata w Rugby 2015.
Rozegrano na nim również inne mecze z udziałem zespołów na poziomie reprezentacyjnym: Włochy A – Rosja w ramach Churchill Cup 2011 czy też Anglia U-19 – Australia U-18.
Został także wykorzystany jako arena spotkania pomiędzy Nową Zelandią a Libanem w Pucharze Świata w Rugby League 2000.
Na stadionie z koncertami gościli m.in. Tom Jones, McFly czy Ronan Keating.